# Ивашкевич, Ярослав
Яро́слав Леон Ивашке́вич (пол. Jarosław Leon Iwaszkiewicz; также известен под псевдонимом Eleuter; 1894—1980) — польский писатель, поэт и драматург, переводчик. Председатель Союза польских писателей (1959—1980).

## Биография
Ярослав Ивашкевич родился 20 февраля 1894 года в деревне Кальник (ныне Гайсинский район, Винницкая область, Украина). Его отец Болеслав Ивашкевич, выходец из мелкопоместной шляхты, учился в Киевском университете, но за участие в польском восстании 1863 года был исключён из него и, отбыв наказание, некоторое время служил домашним учителем, а затем до конца своей жизни работал бухгалтером на сахарном заводе. После смерти отца в 1902 году семья практически лишилась средств к существованию, перебравшись сначала в Варшаву, а затем в 1904 году в Елисаветград.
Учился в елисаветградской и киевской гимназиях, затем на юридическом факультете Киевского университета. Одновременно он обучался в Киевской консерватории, увлекался музыковедением.
Литературный дебют Ивашкевича состоялся в 1915 году, когда его стихотворение «Лилит» было напечатано в киевском еженедельном журнале «Перо» (Pióro). В 1916—1918 годах был актёром и литературным руководителем киевского театра «Студия» Станиславы Высоцкой.
Весной 1918 года записался в 3-й Польский корпус, а после его расформирования поселился в Кракове. В октябре 1918 года Ивашкевич вернулся в Варшаву, где стал активным участником авангардистской литературной группы «Под пикадором» и поэтической группы «Скамандр» (пол. Skamander), основанной поэтами Юлианом Тувимом, Антонием Слонимским, Казимежом Вежиньским и Яном Лехонем при Варшавском университете. В этот период Ивашкевич увлекался творчеством Ницше, Рембо, Уайльда. С Уайльдом Ивашкевича роднило преклонение перед «чистой красотой».
В 1919—1920 годах — член редколлегии журнала «Zdrój», в 1920—1922 годах — редактор отдела искусства газеты «Kurier Polski». В 1921 году вместе с друзьями создал экспериментальный художественный театр «Elsynor».
В 1923 году вступил в Союз польских писателей. С 1924 года секретарь Общества любителей изящных искусств, с 1925 года — член польского ПЕН-клуба. Печатался в еженедельнике «Wiadomości Literackie», а также в «Pologne Littéraire» (1926—1935), «Muzyka» (1926—1937 с перерывами), «Pamiętnik Warszawski» (1929—1931). В 1927—1932 годах — руководитель отдела пропаганды искусства МИД Польши. C 1928 года проживал в новом доме в Подкове-Лесьной — знаменитом Стависко. Работал секретарём польского посольства в Копенгагене (1932—1935) и Брюсселе (1935—1936). С 1939 года — заместитель председателя Союза польских писателей.
В годы немецкой оккупации жил в Стависко, став активным участником культурного подполья. Руководил секцией литературы в департаменте образования, науки и культуры Представительства правительства на Родине (Делегатуры).
В 1945—1946 годах — главный редактор журнала «Życie Literackie» (Познань), в 1947—1948 годах — редактор еженедельника «Nowiny literackie». В 1945—1949 годах — литературный руководитель Польского театра в Варшаве. С 1945 года — активный член Союза польских писателей: председатель (1945—1946, 1947—1949, 1959—1980) и заместитель председателя (1949—1956).
С 1952 года и до конца жизни несколько раз избирался депутатом сейма ПНР. C 1952 года — председатель наблюдательного совета издательства «Czytelnik». С февраля 1955 года и до самой смерти был главным редактором литературного журнала «Twórczość».
С 1959 года и до конца жизни возглавлял Союз Польских писателей. С 1960 года — член правления Европейского сообщества писателей.
Похоронен в Брвинове под Варшавой. В усадьбе писателя в Стависко открыт музей, посвященный его жизни и творчеству.

## Творчество
В целом для творчества Ивашкевича, которое достигает зрелости в 1930-е годы, характерны острый психологизм, а также мотивы жестокой любви и одиночества. В это время оформляется его оригинальный стиль, определяющими чертами которого стали чувственное, пластическое изображение, лиричность и камерность повествования. Нередко он стремился создать в своих произведениях атмосферу «мистифицированной повседневности».
Среди его прозаических сочинений 1930-х годов выделяются остро-психологический роман «Блендомежские страсти» («Pasje błę domierskie», 1938), навеянный судьбой Льва Толстого, насыщенные экзистенциальной проблематикой повести «Березняк» («Brzezina», 1933) и «Барышни из Волчиков» («Panny z Wilka», 1933), экранизированные в 1971 и 1979 годах (соответственно) Анджеем Вайдой, а также драма «Лето в Ноане» («Lato w Nohant», 1936—1937) посвящённая судьбе Ф. Шопена.
Среди исторической прозы его выделяются роман «Красные щиты» («Czerwone tarcze», 1934), в котором на фоне широкой картины феодальных распрей в польских землях XII века поднимается, в частности, проблема антисемитизма, роман-биография «Фредерик Шопен» («Fryderyk Szopen», 1938), драма «Маскарад» («Maskarada», 1939) о жизни А. С. Пушкина, а также основанная на документальных источниках антиклерикальная повесть «Мать Иоанна от Ангелов» («Matka Ioanna od Aniołów», 1946), экранизированная в 1961 году Е. Кавалеровичем.
В его послевоенной новеллистике, в частности, в сборниках рассказов «Новая любовь и другие рассказы» («Nowa miłość i inne opowiadania», 1946), «Итальянские новеллы» («Nowele włoskie», 1947), «О псах, котах и чертях» («O psach, kotach i diabłach», 1968) и др., сочетаются универсализм нравственных коллизий и точное воссоздание быта, реалистическая манера и элементы авангардистской поэтики.
Сознательно развивал и осовременивал жанр рассказа, придал новую форму историческому роману и оживил эпическое повествование, обогатив его рефлексией и лиризмом.
В 1956—1962 году писал роман-эпопею — трилогию «Хвала и слава» («Sława i chwała»), о Польше и польской интеллигенции, охватывающую время с начала Первой мировой войны и заканчивая установлением Польской Народной Республики после Второй мировой. Роман был переведён на языки стран Восточного блока и некоторые языки стран СССР; в 1999 году он был переведён на французский.
Для драматургии характерны заметная дегероизация персонажей, а также стремление проникнуть в психику творца, реконструировать волнующие его моральные конфликты, порождённые ограничением творческой свободы и неприменимостью универсальных проблем искусства к конкретным жизненным потребностям.
Переводил произведения французских (Артюра Рембо, Поля Клоделя, Андре Жида, Жана Жироду), датских (Х. К. Андерсена, С. Кьеркегора), русских (Л. Н. Толстой, А. П. Чехов, И. А. Бунин) писателей, а также Уильяма Шекспира («Гамлет», «Ромео и Джульетта»).
В предисловии к своему переводу повести «Суходол» (1912) отмечал многое в творчестве И. А. Бунина, созвучное его собственным настроениям.

## Награды и почетные звания
В 1952, 1954 и 1970 годах становился лауреатом Государственной художественной премии I степени. В 1963 и 1977 годах удостаивался награды министра культуры и искусства I степени. В 1973 году был награждён литературной премией города Варшавы.
Лауреат Международной Ленинской премии «За укрепление мира между народами» (1970).
Награждён орденом Дружбы народов (19.02.1974).
С 1971 года — почетный доктор Варшавского университета, а c 1979 года — Ягеллонского университета в Кракове. С 1972 года — иностранный член Сербской академии наук и искусств. С 1976 года — почетный член Общества им. Фредерика Шопена, с 1977 года — член исполнительного совета Конгресса SEC. С 1979 года — почетный член Академии польской истории и литературы в Болонье, лауреат литературной премии Mondello (Сицилия). В 1991 году удостоен звания «Праведник народов мира» (посмертно).

## Знаменитые произведения
- «Зенобия. Пальмура» (1920)
- «Гилярий, сын бухгалтера» (1923)
- «Барышни из Вилько» (1933, экранизация Анджея Вайды — 1979)
- «Березняк» (1933)
- «Красные щиты» (1934)
- «Мельница на Утрате» (1936)
- «Лето в Ноан» (1937)
- «Фридерик Шопен» (1938)
- «Два рассказа» (1938)
- «Маскарад» (1939)
- «Мать Иоанна от Ангелов» (1943, экранизация Ежи Кавалеровича — 1961)
- «Новая любовь и другие рассказы» (1946)
- «Итальянские новеллы» (1947)
- «Услышанные истории» (1954)
- «Аир и другие рассказы» (1960)
- «Возлюбленные из Мароны» (1961)
- «Гейденрейх. Тени» (1964)
- «О псах, котах и чертях» (1968)
- «Сады»
- «Сон-трава»
- «Хвала и слава» (1956—1962)
- «Король Рогер» (либретто оперы Кароля Шимановского)
- «Падение отца Сурына» (одноимённая опера Ромуальда Твардовского)

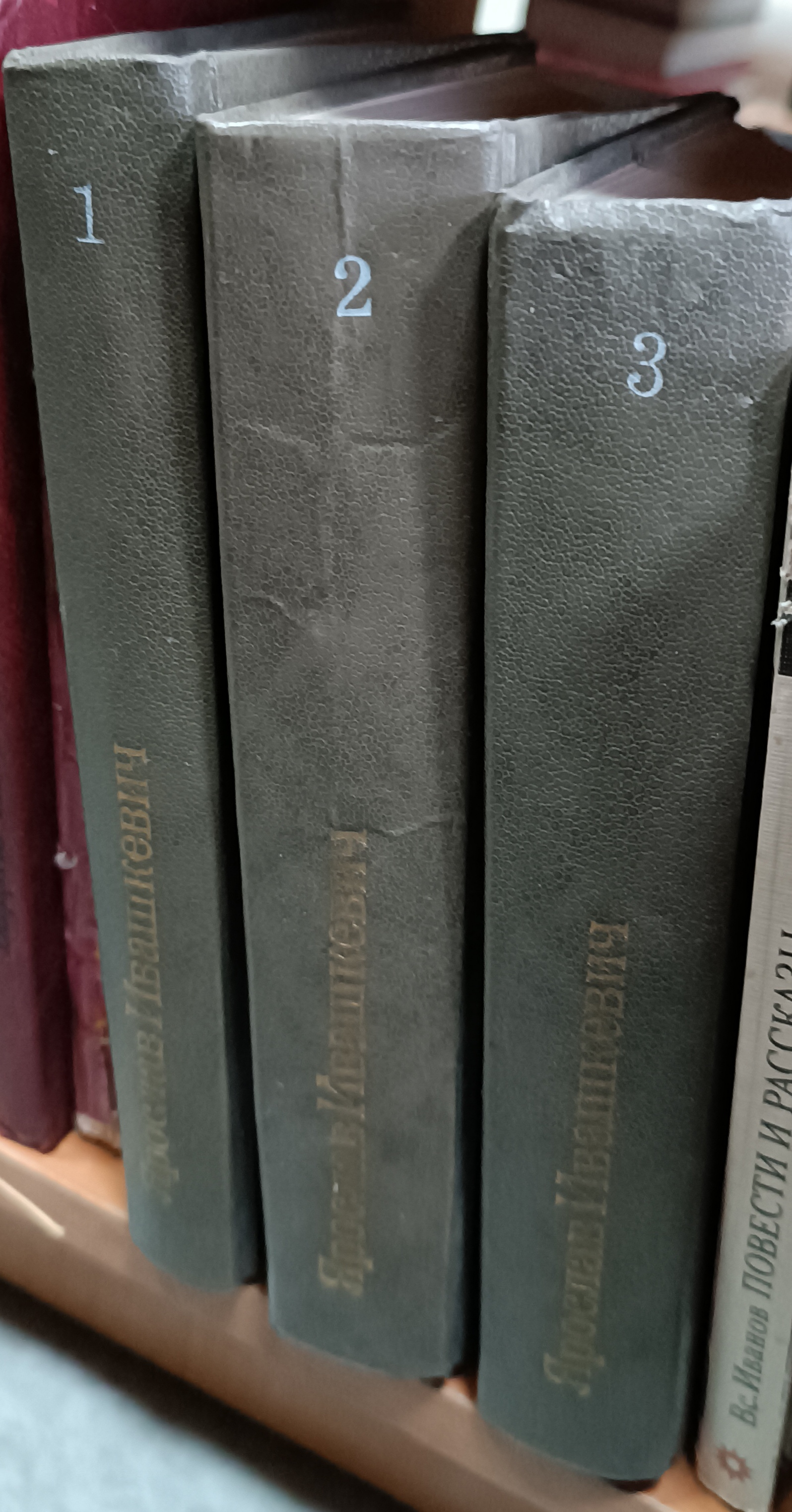
Собрание сочинений в 3 томах. Москва, издательство «Художественная литература», 1988.

## Полный список литературных произведений
Приведены оригинальные названия
1. Ucieczka do Bagdadu, Варшава 1923
2. Oktostychy, Варшава 1919
3. Kaskady zakończone siedmioma wierszami, Варшава 1925
4. Libretto: Karol Szymanowski Król Roger, премьера: Варшава, Teatr Wielki 1926
5. Zenobia. Palmura, Познань 1920
6. Siedem bogatych miast nieśmiertelnego Kościeja, Варшава 1924
7. Dionizje, Варшава 1922
8. Hilary, syn buchaltera, Варшава 1923
9. Księżyc wschodzi, Варшава 1925
10. Pejzaże sentymentalne, Варшава 1926
11. Kochankowie z Werony. Tragedia romantyczna w 3 aktach, Варшава 1929; премьера: Варшава, Teatr Nowy 1930
12. Księga dnia i księga nocy, Варшава 1929
13. Zmowa mężczyzn, Варшава 1930
14. Powrót do Europy, Варшава 1931
15. Panny z Wilka; Brzezina, Варшава 1933
16. Lato 1932, Варшава 1933
17. Czerwone tarcze, Варшава 1934
18. Lato w Nohant. Komedia w 3 aktach, Варшава 1937; премьера: Варшава, Teatr Mały 1936
19. Młyn nad Utratą, Варшава 1936
20. Dwa opowiadania, Варшава 1938
21. Fryderyk Szopen, Львов 1938
22. Maskarada. Melodramat w 4 aktach, Варшава 1939; премьера: Teatr Polski 1938
23. Pasje błędomierskie, Варшава 1938
24. Stara cegielnia. Młyn nad Lutynią, Варшава 1946
25. Nowa miłość i inne opowiadania, Варшава 1946
26. Nowele włoskie, Варшава 1947
27. Spotkania z Szymanowskim, Краков 1947
28. Ody olimpijskie, Варшава 1948
29. Jan Sebastian Bach, Варшава 1951
30. Odbudowa Błędomierza. Sztuka w 3 aktach, Варшава 1951; премьера: Краков, Teatr Stary 1951
31. Sprawa pokoju. Wiersze i przemówienia, Варшава 1952
32. Cztery szkice literackie, Варшава 1953
33. Wycieczka do Sandomierza, Варшава 1953
34. Listy z podróży do Ameryki Południowej, Краков 1954
35. Opowieści zasłyszane, Варшава 1954
36. Ucieczka Felka Okonia, Варшава 1954
37. Warkocz jesieni i inne wiersze, Варшава 1954
38. Dziewczyna i gołębie, Варшава 1965
39. Książka o Sycylii, Краков 1956
40. Sława i chwała, t. 1-3, Варшава 1956—1962
41. Ciemne ścieżki, Варшава 1957
42. Książka moich wspomnień, Краков 1957
43. Leon Wójcikowski, Варшава 1958
44. Gawędy o książkach, Варшава 1959
45. Wesele pana Balzaka, премьера: Варшава, Teatr Kameralny 1959
46. Tatarak i inne opowiadania, Варшава 1960
47. Kochankowie z Marony, Варшава 1961
48. Rozmowy o książkach, Варшава 1961
49. Gniazdo łabędzi. Szkice z Danii, Варшава 1962
50. Jutro żniwa. Nowe wiersze, Варшава 1963
51. Harmonie Karola Szymanowskiego, Краков 1964
52. Heidenreich. Cienie. dwa opowiadania, Познань 1964
53. Kosmogonia, премьера: Варшава, Teatr Polski 1967
54. Krągły rok. Cykl wierszy, Варшава 1967
55. O psach, kotach i diabłach, Варшава 1968
56. Rozmowy o książkach (II), Варшава 1968
57. Ludzie i książki, Варшава 1971
58. Xenie i elegie, Варшава 1970
59. Opowiadania muzyczne, Варшава 1971
60. Sny; ogrody; sérénité, Варшава 1974
61. Śpiewnik włoski. wiersze, Варшава 1974
62. Noc czerwcowa. Zarudzie. Heydenreich, Варшава 1976
63. Petersburg, Варшава 1976
64. Mapa pogody, Варшава 1977
65. Podróże do Polski, Варшава 1977
66. Podróże do Włoch, Варшава 1977
67. Szkice o literaturze skandynawskiej, Варшава 1977
68. Listy do Felicji, Варшава 1979
69. Biłek, Краков 1980